# Sternligan

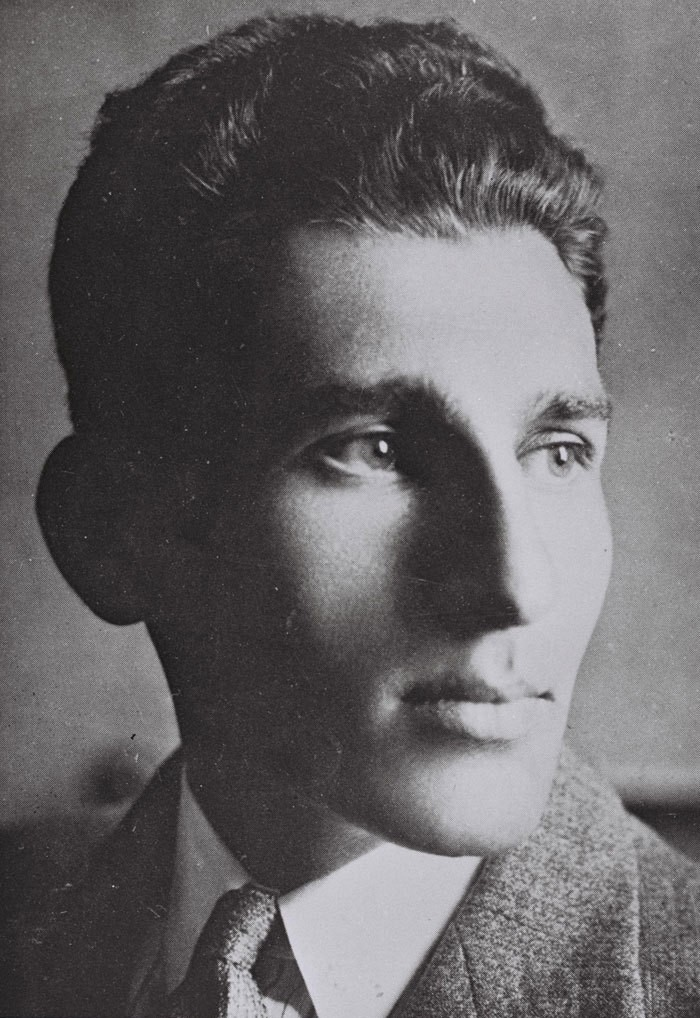
Avraham Stern, Sternligans grundare.

Sternligan, egentligen Lohamei Herut Israel – Lehi (hebreiska: לח"י – לוחמי חרות ישראל, "Israels frihetskämpar – Lehi"), var en paramilitär sionistisk terroristorganisation som verkade i Brittiska Palestinamandatet åren 1940–1948.
Namnet "Sternligan", efter dess grundare Avraham Stern, är en översättning från engelskans Stern Gang, som från början användes pejorativt om gruppen. Gruppens uttalade syfte var att med vapen strida mot den brittiska administrationen för att bilda en judisk stat i Palestinamandatet. Lehi betraktade terrorism som en legitim och nödvändig metod för att uppnå detta, och kom att begå en rad uppmärksammade terrordåd både inom och utanför Palestina.

## Historia
Sternligan bildades i augusti 1940 som en utbrytning ur Irgun, den av de judiska gerillaarméerna i Palestina som stod nära den revisionistiska delen av den sionistiska rörelsen. Utbrytningen hade sin bakgrund i att Irgun ingick ett vapenstillestånd med britterna under andra världskriget, vilket utbrytarna motsatte sig. Dess målsättningar var erövring och befrielse av Israels land, britternas fullständiga tillbakadragande från Palestina, och grundandet av "ett hebreiskt kungarike från Eufrat till Nilen".
Gruppen såg den brittiska administrationen som sin huvudfiende; man försökte vid upprepade tillfällen få till stånd en allians med Nazityskland i syfte att låta judar utvandra till Palestina från ockuperade områden i Europa, bilda militära enheter och erövra landet från britterna. Denna plan fick dock inget gehör hos tyskarna. I februari 1942 tillfångatogs och dödades Avraham Stern av den brittiska underrättelsetjänsten i en lägenhet i Tel Aviv.
Efter Sterns död kom organisationen att ledas av en trojka bestående av Yitzhak Shamir (senare Israels premiärminister), Nathan Yellin-Mor och Israel Eldad. I november 1944 mördade två medlemmar i Sternligan Lord Moyne, den brittiske ministern i Mellanöstern, i Kairo. Organisationen riktade därefter huvudsakligen in sig på attacker mot flygfält, järnvägsdepåer och andra strategiska mål. Sternligan deltog i 1948 års arabisk-israeliska krig och kom även att genomföra angrepp och massakrer mot den arabiska civilbefolkningen, bland annat Deir Yassin-massakern i april 1948.
I september 1948 mördade ett kommando ur Sternligan det svenska FN-sändebudet Folke Bernadotte i Jerusalem. Attentatet godkändes av ledningstrojkan inom Sternligan. Mordet väckte stor uppståndelse och bidrog till att Sternligan förklarades olaglig i den nybildade staten Israel, varpå organisationen upplöstes. Flera av dess ledande medlemmar, bland annat Yellin-Mor, greps efter mordet och fängslades, men frigavs redan 1949 i samband med en amnesti. I Israels första val organiserade sig Sternligans medlemmar i det politiska partiet Kämparnas lista (hebreiska: רשימת הלוחמים), för vilket bland annat Yellin-Mor blev invald i Knesset.
År 1980 instiftade israeliska regeringen, under ledning av den tidigare Irgun-ledaren Menachem Begin, ett militärt dekorationsband uppkallat efter terrorgruppen, vilket ges till medlemmar av Sternligan som anses ha bidragit till den israeliska statens grundande.